# Jean-Baptiste Singry
Jean-Baptiste Singry est un miniaturiste, portraitiste et lithographe français, né à Nancy le 1er mars 1782, et mort à Paris le 7 août 1824. 

## Biographie
Jean-Baptiste Singry est le fils du peintre Nicolas Singry, peintre, et de Barbe Laguttère, et le petit-fils du sculpteur Jean-Pierre Singry. Il est allé très jeune à Paris où il s'est formé auprès de François-André Vincent et Jean-Baptiste Isabey. 
Il a commencé à exposer au Salon de 1806 en présentant un autoportrait. Il s'est rapidement constitué une clientèle parmi des artistes et des gens du théâtre. Ses œuvres, reconnues pour leur qualité de dessin et d'expression, sont souvent comparées à celles de son maître Isabey.
La Wallace Collection de Londres possède un certain nombre de ses miniatures.
Il a eu une fille, Émilie Singry (1813-1897), mariée au flûtiste de l'Opéra Louis Dorus (1813-1896), né Vincent-Joseph Vansteenkiste.
Il est inhumé au cimetière de Montmartre 19e division.